# Ryne Sanborn
Ryne Andrew Sanborn (pronunciato come Rine) (Salt Lake City, 3 febbraio 1989) è un attore statunitense.
Il suo ruolo più importante è stato quello di Jason Cross in High School Musical, High School Musical 2 e High School Musical 3. Attualmente vive a Taylorsville nello Utah e recentemente si è anche diplomato alla Taylorville High School nel 2007. Gioca nella squadra di hockey su ghiaccio della sua città.
Ryne inoltre ha preso parte alle riprese di The Adventures of Food Boy.

## Filmografia
- 2006: High School Musical (Jason Cross)
- 2007: High School Musical 2 (Jason Cross)
- 2008: The Adventures of Food Boy
- 2008: High School Musical 3: Senior Year (Jason Cross)